# Muradiye-Moschee

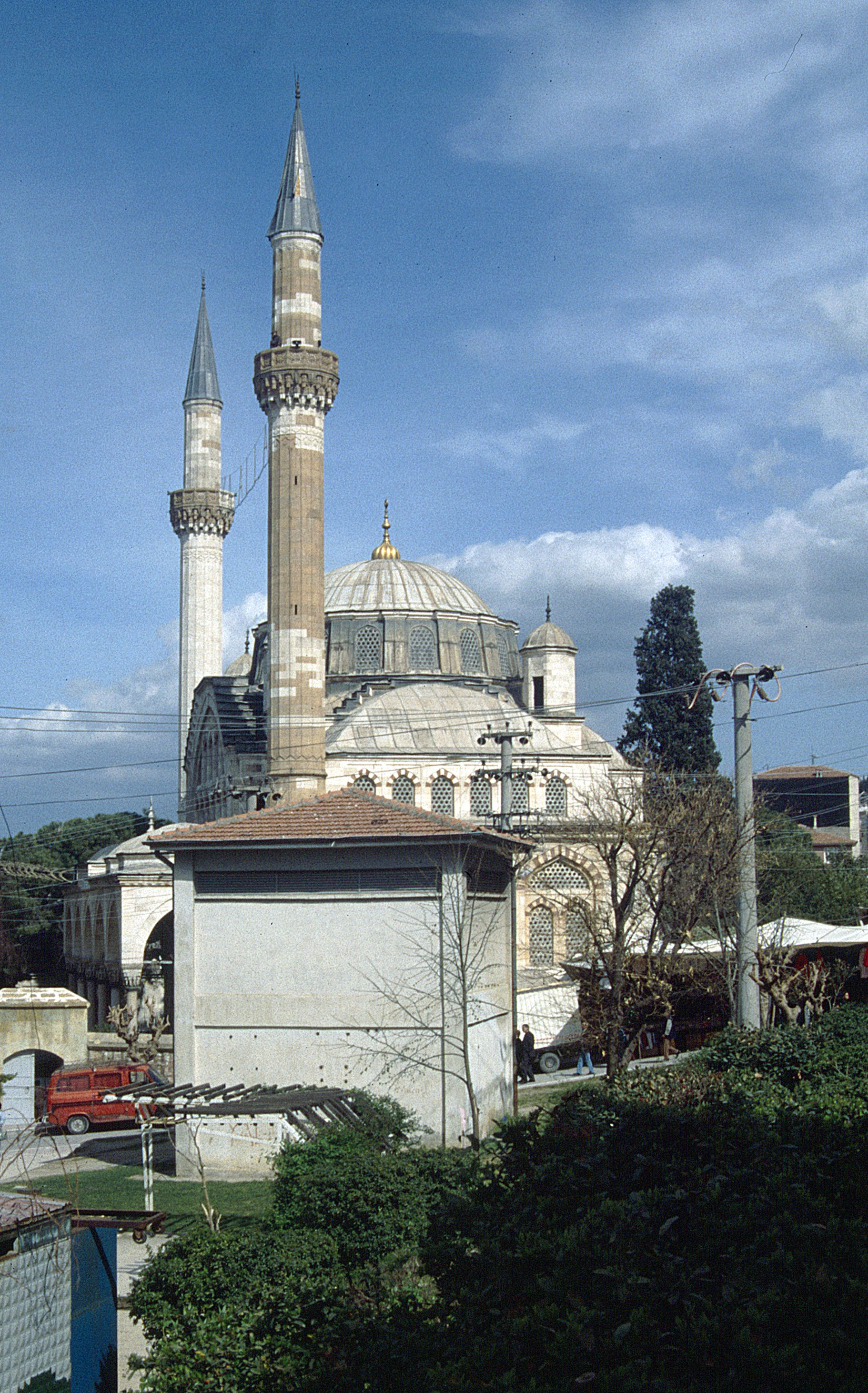
Muradiye-Moschee Manisa

Die Muradiye-Moschee (türkisch Muradiye Camii) ist eine osmanische Moschee aus dem 16. Jahrhundert in der türkischen Stadt Manisa. Sie wurde im Auftrag des Sultans Murad III. vom Hofarchitekten Sinan errichtet. Es ist das einzige Bauwerk des Architekten in der Region.

## Lage
Die Moschee liegt im Süden der westanatolischen Stadt Manisa zwischen 1905. Sokak, 2200. Sokak, Murat Caddesi und Dumlupınar Caddesi. Das Gebäude erstreckt sich von Südwesten nach Nordosten. Der Eingang liegt im Südwesten. An das Moscheegebäude schließt sich im Nordosten die Medrese an.

## Geschichte

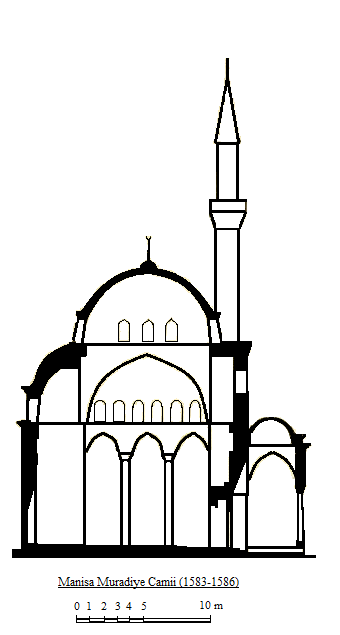
Schnittzeichnung der Moschee

Die Moschee wurde zwischen 1583 und 1586 für den osmanischen Sultan Murad III. errichtet. Der Neubau ersetzte eine ältere Moschee an gleicher Stelle, die zwischen ca. 1571 und 1574 erbaut worden war, als der Sultan als Prinz Gouverneur von Manisa war. Zwischen 1577 und 1582 hatte man die Moschee vergrößert, sich dann aber für einen Abriss und Neubau entschieden.
Die ehemalige Prinzenmoschee scheint kurz nach der Erlaubnis für den Bau eines Badhauses im Jahr 1570 errichtet worden zu sein. Vermutlich war mit dem Bau 1571 begonnen worden, als sein Vater Selim II. und seine Mutter, die gebürtige Venezianerin Nurbanu, heirateten. Der erste Bauabschnitt muss am 26. Mai 1572 fertiggestellt worden sein, als der Architekt Nikola ein Honorar erhielt. Die Fertigstellung endete mit der Einrichtung einer religiösen Stiftung (Waqf) als Träger der Moschee im November 1574. Kurz danach starb Selim II. und sein ältester Sohn Murad bestieg den Thron.
Am 31. Mai 1577 erließ der neue Sultan ein Dekret, das es der Stiftung erlaubte, die Moschee an der Nord-, Ost- und Südseite vergrößern zu lassen. Der Umbau gestaltete sich allerdings schwierig. An der West- und Nordseite war nicht genug Platz und die Vergrößerung des Portikus der Nordseite hätte den Şadırvan überdeckt und in den Sommermonaten ein Gebet im Freien unmöglich gemacht. So wurden benachbarte Gebäude und Gärten angekauft oder annektiert und dort eine Erweiterung mit einer Schule gebaut. In den folgenden Jahren wuchs das Vermögen der Stiftung durch Schenkungen des Sultans enorm an.
Am 27. Juni 1582 ordnete der Sultan an, dass der Sandschakbey der Provinz Saruhan (Manisa) die Moschee gemeinsam mit dem lokalen Qādī und einem Gesandten des Sultans besuchen und überprüfen solle, ob die Stiftung die notwendigen Kosten für eine Renovierung des Gebäudes aufbringen könne. Außerdem sollte geklärt werden, ob der benachbarte Derwisch-Konvent abgerissen werde und an seiner Stelle eine Medrese gebaut werden könne. Im Oktober 1582 schrieb der Sultan erneut an den Gouverneur, ob es möglich sei, die Moschee mit Gewölbe- oder überkuppelten Räumen zu erweitern, ohne die ursprüngliche Bausubstanz zu zerstören. Außerdem stellte Murad III. 600.000 Asper zur Verfügung, um die Umbaupläne zu beschleunigen. Ein Dekret vom 28. Januar 1583 beweist, dass die Bauarbeiten angelaufen waren. Dekrete an den Qādī von Manisa belegen, dass die Prinzenmoschee neue Fundamente bekommen hatte, überkuppelte Seitenflügel angebaut worden waren und die Zentralkuppel vergrößert wurde.
Was dann passierte, ist nicht geklärt. Im Juli 1583 schrieb der Sultan einen wütenden Brief an den Qādī und den Mufti von Manisa, in dem er erbost fragte, warum man die Moschee entgegen seinen Anweisungen abgerissen habe. Vermutlich hatte sich die muslimische Gemeinde der Stadt als Nutzer der Moschee eigene Ideen vorbehalten, sich gegen die Umbaupläne ausgesprochen und den Abriss umgesetzt. Sultan Murad beauftragte seinen Chefarchitekten Sinan mit einem Plan für eine neue Moschee. Außerdem sandte er den Hofarchitekten Mahmud Halife in die südwesttürkische Provinz, um die Pläne umzusetzen. In einem Dekret erklärte der Herrscher unmissverständlich, dass die Pläne umzusetzen seien und es keine Diskussionen oder Interventionen gegen den Bau geben dürfe.
1584 orderte der Sultan in Venedig 150 Öllampen aus Murano-Glas für die Moschee. Im Oktober 1585 muss die Moschee vor der Fertigstellung gestanden haben, denn der Hofmaler Üstad Mehmed Halife wurde an diesem Tag mit einem Team von zwölf Malern nach Manisa entsendet, um die Moschee auszumalen. Nach dem Tod des Architekten Mahmud Halife übernahm im Januar 1586 der Hofarchitekt Mehmed die Bauausführung. Im gleichen Jahr begannen die Bauarbeiten für die Madrasa und die Armenküche (Imaret). Im September 1590 war auch der Gebäudekomplex fertiggestellt, zwei Jahre später zog der erste Gelehrte in die Madrasa ein.
Große Teile der Altstadt von Manisa wurde 1922 von griechischen Truppen zerstört. Die Moschee war eines der wenigen Gebäude, das ohne Beschädigungen blieb.

## Architektur
Die Moschee wurde aus großen Sandsteinquadern errichtet. Der Gebetssaal wird von einer 28,5 Meter hohen und 10,6 Meter breiten Zentralkuppel überragt, drei Seiten sind mit von Halbkuppeln bedeckten Apsiden ausgestaltet. Der Eingangsbereich wird von einem Portikus mit fünf Kuppeln überdacht. Zwei schlanke Minarette von je 45 Meter Höhe überragen den Bau. Das eher einfach gehaltene Innere ist mit Keramiken aus Iznik geschmückt. Der Külliye besteht aus einer Medrese und einem Imaret, der heute als Museum genutzt wird.